# Outi Nyytäjä
 (juin 2022).
La mise en forme du texte ne suit pas les recommandations de Wikipédia : il faut le « wikifier ».
Les points d'amélioration suivants sont les cas les plus fréquents. Le détail des points à revoir est peut-être précisé sur la page de discussion.
- Les titres sont pré-formatés par le logiciel. Ils ne sont ni en capitales, ni en gras.
- Le texte ne doit pas être écrit en capitales (les noms de famille non plus), ni en gras, ni en italique, ni en « petit »…
- Le gras n'est utilisé que pour surligner le titre de l'article dans l'introduction, une seule fois.
- L'italique est rarement utilisé : mots en langue étrangère, titres d'œuvres, noms de bateaux, etc.
- Les citations ne sont pas en italique mais en corps de texte normal. Elles sont entourées par des guillemets français : « et ».
- Les listes à puces sont à éviter, des paragraphes rédigés étant largement préférés. Les tableaux sont à réserver à la présentation de données structurées (résultats, etc.).
- Les appels de note de bas de page (petits chiffres en exposant, introduits par l'outil «  Source ») sont à placer entre la fin de phrase et le point final[comme ça].
- Les liens internes (vers d'autres articles de Wikipédia) sont à choisir avec parcimonie. Créez des liens vers des articles approfondissant le sujet. Les termes génériques sans rapport avec le sujet sont à éviter, ainsi que les répétitions de liens vers un même terme.
- Les liens externes sont à placer uniquement dans une section « Liens externes », à la fin de l'article. Ces liens sont à choisir avec parcimonie suivant les règles définies. Si un lien sert de source à l'article, son insertion dans le texte est à faire par les notes de bas de page.
- La présentation des références doit suivre les conventions bibliographiques. Il est recommandé d'utiliser les modèles {{Ouvrage}}, {{Chapitre}}, {{Article}}, {{Lien web}} et/ou {{Bibliographie}}. Le mode d'édition visuel peut mettre en forme automatiquement les références.
- Insérer une infobox (cadre d'informations à droite) n'est pas obligatoire pour parachever la mise en page.

Pour une aide détaillée, merci de consulter Aide:Wikification.
Si vous pensez que ces points ont été résolus, vous pouvez retirer ce bandeau et améliorer la mise en forme d'un autre article.
Outi Raili Kyllikki Nyytäjä, née le 11 octobre 1935 à Viipuri et morte le 25 avril 2017 à Helsinki, est une écrivaine, dramaturge, scénariste, traductrice et chroniqueuse finlandaise et française,,.

## Biographie
Outi Nyytäjä a obtenu une maîtrise en philosophie de l'Université d'Helsinki en 1964. 
Elle est dramaturge au Radioteatteri d'Yleisradio puis recteur de l'École supérieure de théâtre d'Helsinki et maître de conférences en dramaturgie. 
En 1987, Outi Nyytäjä démissionne de son poste de recteur à la suite du scandale du 
théâtre de dieu d'Oulu (fi) et devient écrivain.
Elle écrit des pièces de théâtre, des pièces radiphoniques, des scénarios de films et de télévision, des essais et des traductions de livres en finnois. 
Outi Nyytäjä a aussi écrit des chroniques pour Helsingin Sanomat et Kotimaa (fi), entre autres.
Outi Nyytjä est mariée au traducteur Kalevi Nyytäjä. 
Le couple vit une partie de l'année en Bretagne et a la double nationalité finlandaise et française.

## Filmographie
- Unelmien arvoisia korkeuksia, Ville Mäkelä,1989
- Laina-aika, Timo Humaloja,2000
- Kaivo, Pekka Lehto,1992
- Kasimir, Kalle Holmberg,2002
- Lampi, Arto Lehkamo,1991
- Ensio, Sina Kujansuu,1980
- Tales of Lapland, Jari Tuuha,
- Eukko ja karhu,  Kari Kekkonen,1982
- Me olemme viisi ystävää,  Jaakko Pyhälä,1990
- Suuri kalansaalis, Kari Kekkonen,1979
- Noitarumpu,  Kari Kekkonen,1981
- Epävalta,  Lauri Törhönen,1976
- Iiris,  Outi Nyytäjä
- Seija Silver,  Outi Nyytäjä

- Ensio, Sina Kujansuu, 1980

- Muu Henkilö Timo Lamminen, 1989
- Suolaista ja makeaa, Kaisa Rastimo, 1995
- Ristilukki, Arto Lehkamo, 1993
- Vapaus, Outi Nyytäjä et Timo Humaloja, 1987

## Prix et récompenses
- Taiteen valtionpalkinto, 2005
- Marja-Liisa Vartio -palkinto, 2007
- Prix Jussi Kylätasku, 2007
- Pro Finlandia  2008